# Moidieu-Détourbe
Moidieu-Détourbe is een gemeente in het Franse departement Isère (regio Auvergne-Rhône-Alpes). De plaats maakt deel uit van het arrondissement Vienne. Moidieu-Détourbe telde op 1 januari 2022 1.971 inwoners. 

## Geografie
De oppervlakte van Moidieu-Détourbe bedroeg op 1 januari 2022 18,04 vierkante kilometer; de bevolkingsdichtheid was toen 109,3 inwoners per km².

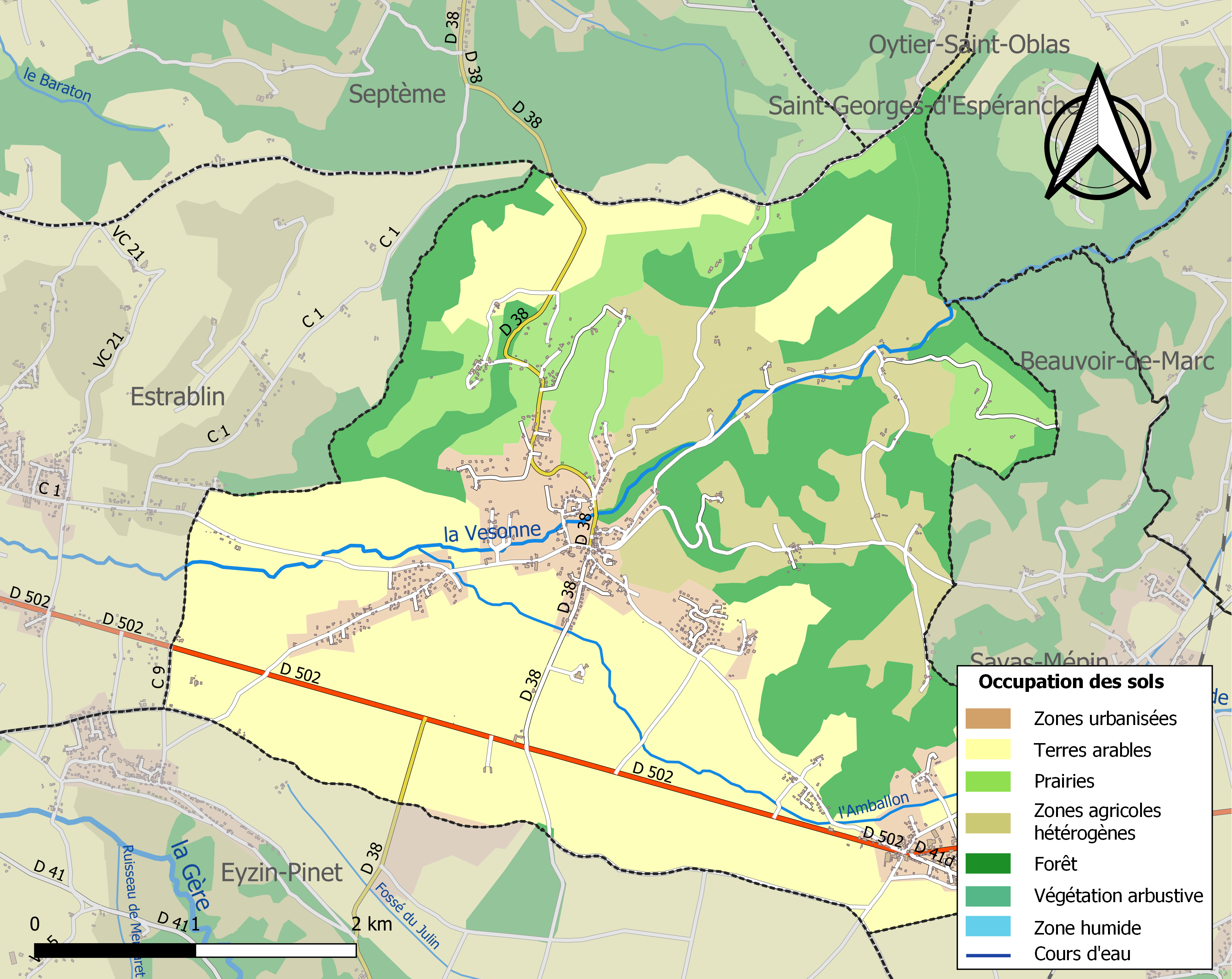
Kaart van de gemeente met de belangrijkste infrastructuur, bodemgebruik en omliggende gemeenten

## Demografie
Onderstaande figuur toont het verloop van het inwonertal (bron: INSEE-tellingen).